# 自由德国工会联合会

自由德国工会联合会标志

自由德国工会联合会（德語：Freier Deutscher Gewerkschaftsbund，缩写为FDGB）是东德唯一的全国工会中心，存在于1946年—1990年。作为东德的一个群众组织，自由德国工会联合会名义上代表所有工人，并且是德意志民主共和国全国阵线的成员。自由德国工会联合会的领导人通常也是执政的德国统一社会党的高级干部。该组织是世界工会联合会的成员。